# Musa Süreyya Bey
Musa Süreyya Bey   (Istanbul, 1884 - Istanbul, 2 de desembre de 1932)(Istanbul, 1884 - Idem. 2 de desembre de 1932), fou un compositor de música clàssica turca.
Va ser un artista competent tant en la música occidental com oriental. És conegut pel seu treball en la reelaboració de la música clàssica turca amb un enfocament occidental. Va compondre diversos himnes, el més famós dels quals és la "Marxa de Mülkiye", lieds composts amb un enfocament occidental, estudis i moltes cançons melòdiques, així com peces que va compondre per a nens.

## Biografia
Va néixer a Üsküdar barri d'Istanbul. El seu pare era Giriftzen Asım Bey, un músic conegut de la seva època. L'artista tenia molts germans i els seus germans que estan involucrats en la música i les arts escèniques inclouen Cevat Asım Bey, Asım Yücesoy, Nihal Erkutun, Muazzez Kurtoğlu.
Va estudiar a Üsküdar al "Junior High School" i "High School". Va començar la seva educació musical prenent lliçons del seu pare i del seu germà gran Mustafa Sabir Bey. Va aprendre a tocar lintricat i el oud. Va anar a Alemanya amb una beca estatal i va estudiar música occidental a la Reial Acadèmia de Berlín i al Conservatori Stern de Berlín. Va aprendre a tocar el piano.
Després de completar els seus estudis i tornar a casa, va ser nomenat director de Darülelhan, la primera escola de música oficial de l'estat. Va assegurar el restabliment de la institució. Va continuar el seu deure com a director a Darülelhan fins a la seva dimissió el 1931. Va treballar com a professor de música a l'Escola de Formació de Mestres de Nens i a l'Escola Superior de Noies de Selçuk.
Les cançons més conegudes de l'artista, que treballa tant en l'àmbit musical occidental com oriental, en el camp de la música clàssica turca inclouen "Tu ets com si fossis la rosa de la primavera, ets la meva flor" (hüzzam), "Vaig pensar que algun dia aquella bella ànima faria feliç" (nihavent), "Les nits van passar sense tu amb fantasmes" bihab" (suzinak). La més famosa de les marxes que va compondre és la "Mülkiye March", composta durant el anys en què Istanbul estava sota ocupació.
Va morir a Istanbul com a conseqüència d'un atac de cor el 2 de desembre de 1932. Va ser enterrat al cementiri de Merkezefendi.